# Manuel Rallo i Bono
Manuel Rallo i Bono (Morella, 1911 - Sabadell, 1982) fou un pintor català d'origen valencià.

## Biografia
De molt petit es va traslladar amb els pares a Catalunya, primer a Terrassa i després –el 1925– a Sabadell, on va viure fins que es va morir. Va ser a Sabadell, a l'edat de 14 anys, on va començar a treballar com a aprenent de pintor de parets. El seu interès, però, aviat es va dirigir a aprendre de forma autodidacta les tècniques de dibuix i pintura. Des del 1926 fins al 1931 va treballar al taller de ceràmica de Modest de Casademunt, dibuixant rajoles amb motius típics de la ceràmica valenciana de Paterna, imatgeria religiosa i temes populars catalans.
Entre els anys 1929 i 1931 va estudiar a l'Escola Industrial d'Arts i Oficis de Sabadell, on va tenir com a professors entre altres Joan Vila Cinca, Joan Vilatobà Fígols i Antoni Vila Arrufat i entre els anys 1951 i 1974 en va ser professor. Va donar classes també a diferents escoles privades de Sabadell, a més de col·laborar amb impremtes locals fent gravats per encàrrec. També es va distingir en la realització de pergamins.
Va participar en diferents exposicions col·lectives i va fer dues exposicions individuals: la primera el 1946 a Morella amb motiu de les festes Sexennals i la segona a Sabadell el 1972.
Conserven obra de Manuel Rallo el Museu d'Història de Sabadell i el Museu d'Art de Sabadell.